# Bedrijfsgeschiedenis
Bedrijfsgeschiedenis is de geschiedschrijving van een onderneming in een bepaalde periode. Bedrijfsgeschiedenis behoort zowel tot de economische geschiedenis als tot de sociale geschiedenis.
Bedrijfsgeschiedenissen worden vaak geschreven in de vorm van een jubileumboek, ter ere van een bepaald aantal jaren van bestaan. De wetenschappelijke geschiedschrijvers hebben lange tijd weinig aandacht gehad voor deze discipline. Hun aandacht werd regelmatig bemoeilijk door de afscherming van gegevens door de directie van een bedrijf en de te grote invloed die een directie wenste uit te oefenen op het resultaat van historisch onderzoek. Professionele historici huiverden terecht ervoor om hagiografie te beoefenen en enkel jubelende of zwaar vertekende publicaties te verzorgen. Bij voldoende opening van zaken en duidelijke werkafspraken kan bedrijfsgeschiedenis belangrijke resultaten opleveren die het belang van het te vieren jubileum overstijgen.

## Historici
Bekende historici op dit gebied zijn:
- Alfred Chandler
- Nicolaas Wilhelmus Posthumus